# Thomas W. Evans
Thomas Wiltberger Evans (23 dicembre 1823 – Parigi, 14 novembre 1897) è stato un dentista statunitense.

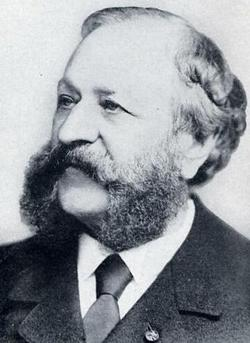
Thomas W. Evans

Egli realizzò numerose protesi dentarie per diversi capi di Stato compreso Napoleone III e ricevette numerose attestazioni per la sua attività professionale, compresa la Légion d'honneur. È noto per aver divulgato una serie di tecniche che sono diventate standard, compreso l'uso di amalgama e del protossido di azoto nella cura dei denti.

## Biografia
Nel 1868, Evans partecipò alla fondazione dell'American Register, il primo quotidiano statunitense pubblicato a Parigi.. Nel 1884 pubblicò la prima traduzione in lingua inglese delle memorie di Heinrich Heine, alla quale scrisse anche una prefazione.
Egli aiutò l'Imperatrice Eugenia a lasciare Parigi nel 1870 dopo la Battaglia di Sedan.
Morì a Parigi, dove aveva vissuto per molti anni, e venne poi tumulato al Woodlands Cemetery di Filadelfia. Nel suo testamento, lasciò i fondi ed i terreni per la costruzione di quella che sarebbe diventata la University of Pennsylvania School of Dental Medicine.